# 卡尔·莱昂哈德·莱因霍尔德
卡尔·莱昂哈德·莱因霍尔德（德語：Karl Leonhard Reinhold，1757年10月26日—1823年4月10日），奥地利新康德主义哲学家，曾于18世纪推广了康德的作品，对德国唯心主义，尤其是约翰·戈特利布·费希特产生影响。作品有1789年的《人类想象力新论》和1791年的《哲学认识的基础》。